# Metaphycus nadius
Metaphycus nadius é uma espécie de insetos himenópteros, mais especificamente de vespas parasíticas pertencente à família Encyrtidae.
A autoridade científica da espécie é Walker, tendo sido descrita no ano de 1838.
Trata-se de uma espécie presente no território português.